# アテナ (ゲーム会社)
株式会社アテナ（Athena Co., Ltd）は、かつて東京都新宿区に存在した日本のコンピュータゲーム開発会社。
タイトーに在籍していた中村栄によって 1987年7月設立。町田市や市川市など、首都圏でアテナ直営のゲームセンターを運営していた時期もあった。
2013年12月11日、東京地方裁判所において、破産手続きの開始決定を受けた。アテナの権利は株式会社トリニティが保有していたが、2023年9月14日にハムスターがアテナのゲーム等に関する全ての権利を取得したことを発表した。

## 発売された主なゲーム

### アーケード
- Wit's(ウィッツ) - アメリカでリリースされたアーケードゲーム"Blockade"の派生作品
- キャッスル・オブ・ドラゴン(CASTLE OF DRAGON) - セタとの共同開発
- S.T.G ストライクガンナー - 発売はテクモ
- ペアーズラブ
- 大王 - 発売はサミー
- アテナのハテナ？
- JJスコーカーズ - 発売はエイブルコーポレーションー
- プロ麻雀 極
- プロ麻雀 極S

### ファミリーコンピュータ
- 絵描衛門(デザエモン)
- Wit's(ウィッツ)
- ファミリークイズ 4人はライバル
- ドラゴンユニット
- 剣の達人・ソードマスター
- ファミリーブロック
- DE・BLOCK(デ・ブロック)
- チャンピオンシップボウリング
- LUTTER(ディスクシステム)

### スーパーファミコン
- プロ麻雀 極
- プロ麻雀 極Ⅱ
- プロ麻雀 極Ⅲ
- バイオメタル
- S.T.G ストライクガンナー
- デザエモン
- 夜光虫
- 笑っていいとも！タマリンピック
- スーパーボウリング

### ゲームボーイ
- プロ麻雀 極GB
- プロ麻雀 極GBⅡ
- マネーアイドルエクスチェンジャー(アーケード版はフェイス)
- TWIN
- もぐらでポン！
- トリックボーダーGP
- ワールドアイスホッケー
- クイズ昔話 アテナのハテナ？
- ポケットボウリング
- 井出洋介の麻雀教室GB
- 対戦詰将棋365選
- 勝負師伝説哲也 新宿天連編
- 夜行中GB(カラー専用)

### プレイステーション
- リング・オブ・サイアス
- デザエモン＋
- デザエモン kids！
- SuperLite 1500 シリーズ〜デザエモン Kids！
- マネーアイドルエクスチェンジャー(アーケード版はフェイス)
- プロ麻雀 極PLUS
- プロ麻雀 極PLUSⅡ
- プロ麻雀 極 天元戦編
- 井出洋介の麻雀教室
- 井出洋介の麻雀教室〜プロ麻雀 極シリーズ 初級編〜
- プロキッズ
- 女子高生の放課後 ぷくんパ
- 下天の夢 信長秘録
- わくわくバレー
- アテナの家庭盤

### セガサターン
- デザエモン2
- プロ麻雀 極S
- クローズ -THE BATTLE ACTION FOR SEGASATURN-
- 女子高生の放課後 ぷくんパ

### NINTENDO64
- デザエモン3D
- プロ麻雀 極64
- 夜行虫Ⅱ 殺人航路
- Super Bowling

### その他
- バーチャルボーリング(VB)
- プロ麻雀 D(DC)
- 勝負師伝説 哲也 DIGEST(PS2)
- プロ麻雀 極NEXT(PS2)
- 極 麻雀DX2-The 4th MONDO21Cup Competition-(PS2・GC)
- プロ麻雀 極 for WonderSwan(WS)
- 極 麻雀デラックス 未来戦士21(GBA)
- 彼岸花(GBA)
- 勝負師伝説哲也〜蘇る伝説〜
- プロ麻雀 極 for Windows(PC)
- プロ麻雀 極 天元戦編　for Windows(PC)
- プロ麻雀 極 NEXT for Windows Vista対応(PC)
- プロ麻雀 極(携帯アプリ)　- 運営はタイトー